# بنة رشيد (سلطان أباد)
بنة رشيد (بالفارسية: بنه رشید) هي منطقة سكنية تقع في إيران في قسم سلطان أباد الريفي. يقدر عدد سكانها بـ 691 نسمة بحسب إحصاء 2016.